# UFC on Fox: Alvarez vs. Poirier 2
UFC on Fox: Alvarez vs. Poirier 2 (también conocido como UFC on Fox 30) fue un evento de artes marciales mixtas producido por Ultimate Fighting Championship el 28 de julio de 2018 en el Scotiabank Saddledome en Calgary, Alberta, Canadá.

## Historia
Este fue el segundo evento que la promoción ha hecho en Calgary, anteriormente UFC 149 en julio de 2012.
Una revancha de peso ligero entre el dos-veces Campeón de Peso Ligero de Bellator Eddie Alvarez y el ex Campeón de Peso Ligero de UFC Dustin Poirier fue el evento principal de la cartelera. Su primer encuentro en UFC 211 en mayo de 2017 terminó sin resultado después de que Alvarez golpeara a Poirier con rodillazos ilegales en el segundo round.
El encuentro de peso semipesado entre Gadzhimurad Antigulov e Ion Cuțelaba fue añadido a la cartelera de UFC 217. Sin embargo, Antigulov fue sacado de la cartelera por lesión y la pelea fue cancelada. Eventualmente el encuentro ocurrió en este evento.

## Premios extra
Los siguientes peleadores recibieron $50,000 en bonificaciones:
- Pelea de la Noche: John Makdessi vs. Ross Pearson
- Actuación de la Noche: Dustin Poirier y Jose Aldo